# Symplocaceae
Symplocaceae este o familie de plante cu flori din ordinul Ericales. Cuprinde aproximativ 320 de specii grupate pe două genuri:
- Symplocos
- Cordyloblaste